# 鹅塘镇
鹅塘镇，是中华人民共和国广西壮族自治区贺州市平桂区下辖的一个乡镇级行政单位。

## 行政区划
鹅塘镇下辖以下地区：
鹅塘圩村、栗木村、厦岛村、湴田村、凤田村、丹村、塘面村、山岛村、新塘村、华山村、垌坪村、芦岗村、锦塘村、盘谷村、明梅村、大明村和槽碓村。

## 中国传统村落
2012年，芦岗村被评为首批“中国传统村落”。